# Йоганн Пфлюгбайль
Йоганн Пфлюгбайль (нім. Johann Pflugbeil; 24 серпня 1882 — 21 жовтня 1951) — німецький воєначальник, генерал-лейтенант вермахту. Кавалер Лицарського хреста Залізного хреста.

## Біографія
10 березня 1904 року вступив у Саксонську армію. Учасник Першої світової війни. Після демобілізації армії залишений в рейхсвері. З 12 грудня 1937 року — командир ландверу Бреслау. З 26 серпня 1939 року — командир 221-ї піхотної дивізії (з 15 березня 1941 року — 221-ша дивізія охорони). 5 липня 1942 року відправлений в резерв фюрера. З 10 вересня 1942 року — командир 388-ї навчально-польової дивізії, з 19 травня 1944 року — навчально-польової дивізії «Норд» (одночасно до 12 серпня 1944 року — комендант Мітау), з 2 лютого 1945 року — «Курляндія» (з 15 лютого — піхотна дивізія «Курляндія»). В травні по Балтійському морю повернувся в Німеччину. 8 травня взятий в полон британськими військами.

## Звання
- Фанен-юнкер (10 березня 1904)
- Лейтенант (18 серпня 1905; патент від 26 квітня 1914)
- Гауптман (1914/15)
- Майор (1 лютого 1927)
- Оберстлейтенант (1 квітня 1931)
- Оберст (1 жовтня 1933)
- Генерал-майор (1 жовтня 1936)
- Генерал-лейтенант запасу (1 червня 1938)
- Генерал-лейтенант (1 жовтня 1939)

## Нагороди
- Залізний хрест 2-го і 1-го класу
- Орден Альберта (Саксонія), лицарський хрест
  - 2-го класу з мечами (22 листопада 1914)
  - 1-го класу з мечами (16 червня 1917)
- Військовий орден Святого Генріха, командорський хрест 2-го класу (31 серпня 1916)
- Орден Заслуг (Саксонія), лицарський хрест 1-го класу з мечами (28 листопада 1917)
- Нагрудний знак «За поранення» в сріблі
- Почесний хрест ветерана війни з мечами
- Медаль «За вислугу років у Вермахті» 4-го, 3-го, 2-го і 1-го класу (25 років)
- Застібка до Залізного хреста 2-го і 1-го класу
- Німецький хрест в золоті (11 квітня 1942)
- Медаль «За зимову кампанію на Сході 1941/42»
- Лицарський хрест Залізного хреста (12 серпня 1944)
- Нарукавна стрічка «Курляндія» (1945)